# مارتینا فرانکو
مارتینا فرانکو (انگلیسی: Martina Franko؛ زادهٔ ۱۳ ژانویهٔ ۱۹۷۶) بازیکن فوتبال اهل ایالات متحده آمریکا است.
از باشگاه‌هایی که در آن بازی کرده‌است می‌توان به لس‌آنجلس سل و تیم ملی فوتبال زنان کانادا اشاره کرد.